# ᵲ
ᵲ, appelé r tilde médian, est une lettre latine utilisée dans l'alphabet phonétique international.

## Utilisation
La lettre ᵲ est utilisée dans l'API pour représenter une consonne roulée alvéolaire voisée pharyngée.

## Représentations informatiques
Le r tilde médian peut être représenté avec le caractère Unicode suivant (Extensions phonétiques) :
| formes    | représentations | chaînes de caractères | points de code | descriptions                           |
| --------- | --------------- | --------------------- | -------------- | -------------------------------------- |
| minuscule | ᵲ               | ᵲ                     | U+1D72         | lettre minuscule latine r tilde médian |

Avant le codage de U+1D72 dans Unicode, le r tilde médian pouvait être composé approximativement avec les caractères suivants (latin de base, diacritiques) :
| formes    | représentations | chaînes de caractères | points de code | descriptions                                       |
| --------- | --------------- | --------------------- | -------------- | -------------------------------------------------- |
| minuscule | r̴               | r◌̴                    | U+0072 U+0334  | lettre minuscule latine r diacritique tilde médian |